# Rykers Solomon
Rykers "Ryke" Solomon (ur. 4 października 1965) – nauruański polityk.
W parlamencie zasiadał od 2007, reprezentując okręg wyborczy Meneng. W wyborach z kwietnia 2008, kwietnia 2010 i czerwca 2010 uzyskał reelekcję. W wyniku wyborów z 8 czerwca 2013 roku, znalazł się poza izbą.
Pełnił funkcję przewodniczącego Komisji Finansów Publicznych (XVIII kadencja, 2008 - 2010).